# Hodikof
Hodikof è un piccolo isolotto lungo 160 m che fa parte delle isole Near, un gruppo delle Aleutine occidentali e appartiene all'Alaska (USA). Si trova nella Sarana Bay sul lato orientale di Attu. Il suo nome deriva da punta Hodikof.